# Esquiva Florentino
Esquiva Falcão Florentino est un boxeur brésilien né le 12 décembre 1989 à Vitória.

## Carrière
Médaillé d'argent aux Jeux olympiques de Londres en 2012, sa carrière amateur est également marquée par une médaille de bronze remportée aux championnats du monde de Bakou en 2011 dans la catégorie poids moyens ainsi qu'aux championnats panaméricains de Cuenca en 2008 et de Mexico en 2009 cette fois en poids welters.
Falcão passe dans les rangs professionnels en 2014 et remporte ses 30 premiers combats avant de s'incliner aux points face à Vincenzo Gualtieri pour le titre de champion poids moyens IBF.

## Palmarès en boxe amateur

### Jeux olympiques
- Médaille d'argent en -75 kg aux Jeux de 2012 à Londres, Angleterre

### Championnats du monde de boxe amateur
- Médaille de bronze en -75 kg en 2011 à Bakou, Azerbaïdjan.

### Championnats panaméricains de boxe amateur
- Médaille de bronze en -69 kg en 2009 à Mexico, Mexique.
- Médaille de bronze en -69 kg en 2008 à Cuenca, Équateur.